# Liste von Radfahrzeugen der Streitkräfte des Japanischen Kaiserreiches

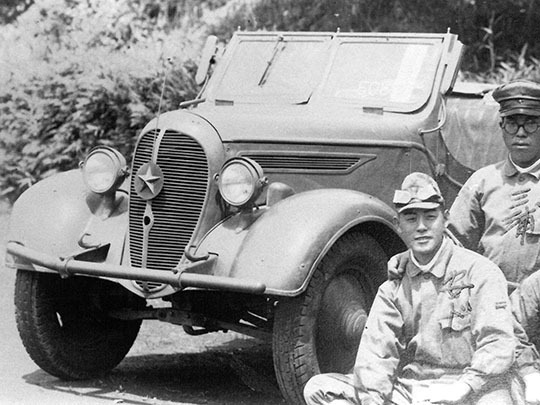
Typ 95 Aufklärungswagen, ein bekanntes Radfahrzeug der Japanischen Streitkräfte

Die Liste von Radfahrzeugen der Streitkräfte des Japanischen Kaiserreiches führt Radfahrzeuge des Kaiserlich Japanischen Heeres und der Kaiserlich Japanische Marine sowie deren verbundenen Organisationen bis 1945 auf.

## Geschichte
Die Geschichte der Motorisierung der Kaiserlich Japanischen Streitkräfte begann im Jahr 1907, als eine Kommission des japanischen Heeres erste europäische Fahrzeugentwürfe auf dem Gebiet der Lastkraftwagen begutachtete und bewertete. Die eigene Fahrzeugindustrie war zu diesem Zeitpunkt noch nicht in der Lage, solche Fahrzeuge zu bauen. Allerdings begannen zu der Zeit erste japanische Firmen mit dem Bau von Personenkraftwagen für den privaten Sektor. Allerdings waren weder Qualität noch Quantität für eine militärische Nutzung ausreichen. Es dauerte bis 1918, bis als erstes Kraftfahrzeug der Streitkräfte ein als 4-t-Lastkraftwagen bezeichnetes Fahrzeug als Kleinstserie offiziell eingeführt werden konnte. Zeitgleich erwarb das Heer erste ausländische Motorräder der Typen Norton, Indian und Harley-Davidson. Als allererstes gepanzertes Gefechtsfahrzeug wurde erstmalig im Ausland ein Panzerwagen beschafft und man begann auch in Zusammenarbeit mit der eigenen Industrie Prototypen solcher Fahrzeuge zu fertigen.

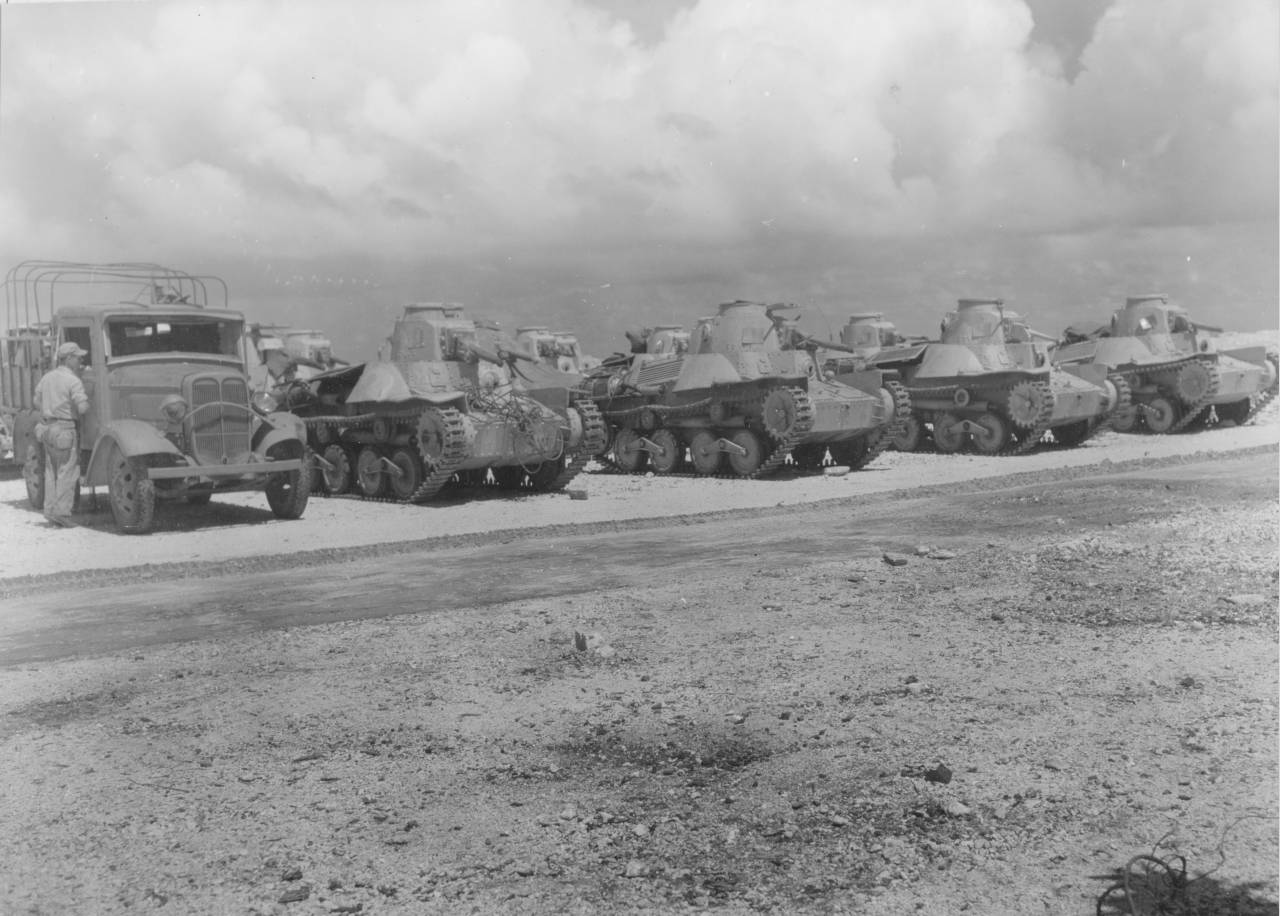
Typ 94 6-Rad-Lkw, ein bekannter Lastkraftwagen der Japanischen Streitkräfte, im Einsatz bei der Panzertruppe

Bis Mitte der 1920er Jahre wurden die Fahrzeuge einzeln in Handarbeit produziert. Dadurch waren keine hohen Stückzahlen möglich. Nach dem Großen Kantō-Erdbeben vom 1. September 1923 waren weite Teile der bis dahin um Tokio aufgebauten Fahrzeugindustrie zerstört oder schwer beschädigt. Um die Verluste an Material im zivilen Bereich (Busse, städtische Reinigungsbetriebe und anderes) schneller auszugleichen, vergab die japanische Regierung danach Produktions- und Handelskonzessionen an die amerikanischen Hersteller Ford Motor Company und General Motors. Diese errichteten ab 1925 eigene Produktionsstätten in Japan und bauten dort aus importierten Teilen Nutzfahrzeuge und Personenkraftwagen in Serienfertigung auf Fließbändern. Erst Ende der 1920er Jahre konnte die einheimische Industrie diesen Rückstand Im Hinblick auf die Produktionskapazitäten ausgleichen.
Die Produktion von Panzerwagen war bereits 1933 weitestgehend eingestellt worden, da diese im asiatischen Raum aufgrund der geographischen Verhältnisse noch weniger erfolgreich einsetzbar waren, als in der restlichen Welt. Stattdessen wurde nun leichte Kettenfahrzeuge für Aufklärungszwecke gefertigt. Im Jahr 1935 griff die japanische Regierung in Aktivitäten der verschiedenen Herstellern der Kraftfahrzeugindustrie ein. Auf Druck der militärischen Führung wurde einzelnen Herstellern die Fertigung verschiedener Fahrzeugtypen vorgeschrieben. Zudem wurden Unternehmen zusammengelegt, um Wissen und Produktionsmittel zu konzentrieren. Als große Neuerung kamen erste Personenkraftwagen mit Allradantrieb auf. Doch es fehlten die finanziellen Mittel, um allen Teilstreitkräften gerecht zu werden. Dies änderte sich erst mit dem Beginn der japanischen Angriffe auf China im Rahmen des Zweiten Chinesisch-Japanischen Kriegs Mitte 1937. Geldmittel waren danach kaum noch ein Problem. Anders sah es bei den Rohstoffen aus, insbesondere Erdöl und Stahl waren in Japan seit jeher knapp. Als, wegen der Brutalität der japanischen Kriegsführung gegen China, am 1. September 1940 US-amerikanischen Sanktionen auf diese Rohstoffe bekanntgegeben wurden verschlimmerte sich die Lage für die japanische Industrie und die Streitkräfte nochmals spürbar.
Ab 1940 wurden die Anforderungen an die Nutzlast bei den Lastkraftwagen erhöht. Die japanische Fahrzeugindustrie wurde angewiesen, entsprechende Fahrzeuge für bis zu 4 t Zuladung zu entwickeln, denn bisher waren zumeist Fahrzeuge mit einer Nutzlast von 1,5 bis 2 t vorhanden. Im Laufe des Krieges wurden viele Baugruppen, der in der Vorkriegszeit mit gefälliger Optik entwickelten Fahrzeuge, stark vereinfacht und soweit möglich auf Holz als Baumaterial umgestellt. Zudem wurden Holzgasmotoren entwickelt, um Benzin und Diesel einzusparen.
Die folgenden Listen enthalten keine Beutefahrzeuge, von denen es viele gab. Die Bandbreite an Beutefahrzeuge war hoch, da im Einsatz alles wiederverwendet wurde, was einsatzbereit war. Aufgrund nur selten vorhandener Ersatzteile blieben solche Fahrzeuge oft nicht allzu lange im aktiven Dienst und endeten meist als Ersatzteillager für andere, baugleiche Fahrzeuge in den jeweiligen Einheiten oder wurden bei technischen Problemen einfach stehen gelassen. Eine zentrale Ersatzteilversorgung oder -verwaltung für ausländische Beutefahrzeuge wurde nur in wenigen Ausnahmefällen und nur bei Kampffahrzeugen vorgenommen.

## Bezeichnungen
Bei der Benennung der Fahrzeuge hielt sich das japanische Militär zunächst an die übliche Benennung nach Hersteller und Hersteller-Fahrzeugname. Mit Beginn der Ära des Kaisers Hirohito wurde dies nach und nach zum Kōki-System geändert, um eine Vereinheitlichung bei den Militärbenennungen zu erreichen. Bei gleichen Jahreszahlen wurden zur Bezeichnung noch individuelle Merkmale hinzugefügt (z. B. Typ 1 Vierrad-Lastkraftwagen – Typ 1 Sechsrad-Lastkraftwagen). Bei Zugmaschinen wurde zudem noch die maximale Anhängelast angegeben. Weitere Systematiken sind nicht bekannt.

## Motorräder
Die Kaiserlich Japanischen Streitkräfte haben in geringem Umfang insbesondere zu Verbindungsaufgaben Motorräder eingesetzt. Im Rahmen der Aufstandskontrolle kamen zudem Modelle mit Beiwagen zum Einsatz. Alle diese Motorräder basierten auf US-amerikanischen Harley-Davidsons.
- 1912 Das japanische Heer importiert erstmalig Harley-Davidson Motorräder
- 1918 Das Heer gibt erstmals Spezifikationen für einen Motorrad-Beiwagen heraus
- 1931 Daiichi Sankyō übernimmt die Importlizenz und gründet die Japan Harley-Davidson Motorrad Import GmbH[3]
- 1933 Die Japan Harley-Davidson Motorrad GmbH erwirbt die Produktionslizenz inklusive einer Fertigungsstraße bei der Mutterfirma und beginnt die Produktion in Japan
- 1935 Die Japan Harley-Davidson Motorrad GmbH wird umbenannt in Sankyō Verbrennungsmotor GmbH
- 1936 Das neuste Modell mit angetriebenem Beiwagen wird von der Armee als „Typ 97 Beiwagenmotorrad“ offiziell eingeführt. Die Fahrzeugbezeichnung wird von Harley-Davidson zu Rikuo (= König der Landstraße) geändert und die Firma umbenannt in Rikuo Verbrennungsmotor GmbH[4][5]

Hier eine Liste von Motorrädern und Beiwagenmotorrädern der japanischen Streitkräfte:
| Bezeichnung                      | Bild                                    | Beschreibung |
| -------------------------------- | --------------------------------------- | --- |
| Harley-Davidson Modell 1918      | Harley-Davidson Modell 1918             | Schweres Motorrad mit 1200 cm³ Hubraum. Ein Beiwagen konnte montiert werden |
| Harley-Davidson Modell 1928      | Harley-Davidson JD Modell 1928 Motorrad | Schweres Motorrad mit 1200 cm³ Hubraum. Ein Beiwagen konnte montiert werden. Modernisierte Version des Modell 1920, das bereits gegenüber dem Modell 1918 größere Unterschiede aufwies. So war die Hupe unter dem Frontscheinwerfer montiert und ein Nummernschild-Halter auf dem vorderen Schutzblech angeschweißt worden. |
| Shishido (SSD) Dreiachs-Motorrad | SSD Dreiachs-Motorrad                   | Schweres Motorrad mit zwei kleineren, angetriebenen Hinterrädern, von der Armee in geringem Umfang aus Privatbesitz requiriert. Bei Bedarf konnte die Geländegängigkeit durch eine Gummikette über den beiden Hinterrädern erhöht werden                                                                                    |
| Typ 93 Motorrad                  | Typ 93 Motorrad                         | Schweres Motorrad mit 1200 cm³ Hubraum und Beiwagen. Erstes Modell der Streitkräfte aus japanischer Produktion. Nur geringe Änderungen gegenüber der Harley-Davidson JD Modell 1932 |
| Typ 95 Motorrad                  | Typ 95 Motorrad                         | Schweres Motorrad mit 1200 cm³ Hubraum. Weiterentwicklung des Typ 93 Beiwagenmotorrads mit höherer Bodenfreiheit. Ein Beiwagen konnte montiert werden |
| Typ 97 Beiwagenmotorrad          | Typ 97 Beiwagenmotorrad                 | Schweres Motorrad mit 1200 cm³ Hubraum. Weiterentwicklung des Typ 95 Motorrads mit einem angetriebenen Beiwagen |

## Dreiräder
In Japan waren Dreiräder seit Mitte der 1920er Jahre sehr beliebt. Dabei handelte es sich um Motorräder, die statt des Hinterrads eine angetriebene Achse mit zwei Rädern hatten. Über dem Fahrzeugheck war eine Ladefläche für Lasten von 200 kg bis zu 1,3 t montiert, je nach Motorleistung und Bauart. Es waren im Prinzip die Lieferwagen ihrer Zeit. Die japanische Armee und Marine haben in geringem Umfang zivile Modelle mit mindestens 500 kg Ladekapazität erworben und eingesetzt. Erst mit dem erhöhten Frachttransportbedarf, der mit dem aufziehenden Krieg gegen die Westalliierten im Pazifik prognostiziert wurde, wurde 1941 eine militärische Version mit 1000 kg Ladekapazität als „Typ 1 Dreirad“ offiziell eingeführt. Weitere Fahrzeuge wurden bei Bedarf requiriert.
| Bezeichnung   | Bild          | Beschreibung                                                |
| ------------- | ------------- | ----------------------------------------------------------- |
| Typ 1 Dreirad | Typ 1 Dreirad | Dreirad mit Ladefläche für bis zu 1000 kg Last von Kurogane |

## Personenkraftwagen
Bereits im Ersten Weltkrieg wurden ab 1918 in den höheren Stäbe für höhere Offiziere und Stabspersonal bei Heer und Marine Personenkraftwagen verwendet. Später wurden bei Bedarf im zivilen Markt Fahrzeuge erworben, da diese vor allem auf befestigten Straßen und Wegen bewegt wurden. Aufgrund der fehlenden Geländegängigkeit solcher Fahrzeuge war jedoch für Offiziere auf dem Gefechtsfeld das Pferd das Fortbewegungsmittel der Wahl.
Erst nachdem bis Anfang der dreißiger Jahren robustere Fahrwerke entwickelt wurden, kamen Personenkraftwagen auch für Fahrten in leichtem Gelände in Frage und wurden damit auch für Stäbe und Kommandeure von Kampfverbänden interessant. Im Jahr 1933 wurde der erste Wagen dieser Art mit Allradantrieb gebaut, der auch Fahrten in schwererem Gelände ermöglichte. Bis 1945 wurden dann mehrere Pkw-Typen verschiedener Größen mit und ohne Allradantrieb entwickelt. Bei Bedarf und Gelegenheit wurden auch Fahrzeuge in besetzten Gebieten requiriert. Der Einsatz bei Gefechten, dieser bestenfalls sehr leicht gepanzerten Fahrzeuge, blieb aber die absolute Ausnahme. Personenkraftwagen hatten in den Streitkräften insgesamt eine geringe Priorität, so dass die Produktionszahlen der speziell entwickelten Modelle mit etwa 5100 Fahrzeugen bis Kriegsende niedrig blieben. Die Anzahl der erworbenen und requirierten Fahrzeuge ist heute nicht mehr zu ermitteln.

### Japanische Modelle
| Bezeichnung                                              | Bild                                            | Beschreibung |
| -------------------------------------------------------- | ----------------------------------------------- | --- |
| Mitsubishi Jūkōgyō Personenkraftwagen Mitsubishi Model A |                                                 | früher Personenkraftwagen von 1917 mit zwei Achsen. Bis zu fünf Personen konnten transportiert werden. |
| Typ 93 Sechsrad-Personenkraftwagen, Modell Sumida        | Typ93 Sechsrad-Personenkraftwagen Sumida        | Schwerer Personenkraftwagen mit drei Achsen, davon zwei angetriebenen. Bis zu sieben Personen konnten transportiert werden. |
| Typ 93 Sechsrad-Personenkraftwagen, Modell Jidōsha Kōgyō | Typ93 Sechsrad-Personenkraftwagen Jidōsha Kōgyō | Schwerer Personenkraftwagen, nahezu baugleich mit dem Sumida-Modell. |
| Kurogane Personenkraftwagen                              | Kurogane Personenkraftwagen                     | Großer Zweiachser für bis zu sieben Personen mit Frontantrieb von der Firma Tōkyū Kurogane Kōgyō. |
| Atsuta Personenkraftwagen                                | Atsuta Personenkraftwagen                       | Großer Zweiachser für bis zu sieben Personen. Erster und einziger Versuch der Firma Atsuta einen eigenen Personenkraftwagen zu entwickeln. Das Ergebnis war ein komplexes, teures Fahrzeug. Zur Stützung der heimischen Industrie erwarb die Armee einen Teil der hergestellten Fahrzeuge.                                                                          |
| Typ 93 Vierrad-Personenkraftwagen                        | Typ 93 Vierrad-Personenkraftwagen               | Vereinfachte Version des Typ 93 Sechsrad-Personenkraftwagens von Jidōsha Kōgyō, entwickelt und produziert von Tokyo Gas und Strom (TGE). Bis zu fünf Personen konnten transportiert werden. |
| Mitsubishi PX33                                          |                                                 | Erster japanischer Personenkraftwagen mit Allradantrieb. Nur 4 Prototypen wurden gefertigt. Bis zu fünf Personen konnten transportiert werden. |
| Kleiner Personenkraftwagen Ho-Ya                         | Kleiner Personenkraftwagen Ho-Ya                | Zweiachser mit kurzen Radstand für bis zu vier Personen ohne Allradantrieb. Nur 50 Fahrzeuge wurden gefertigt. |
| Sumida Modell H                                          | Sumida Modell H                                 | Zweiachser Sedan für bis zu sieben Personen |
| Typ 95 Kleiner Personenkraftwagen „Kurogane“             | Typ 95 Kleiner Personenkraftwagen               | Zweiachser mit kurzen Radstand zunächst für drei Personen mit Allradantrieb und Motorradmotor der Firma Tōkyū Kurogane Kōgyō. Im Laufe der Produktionszeit wurde das Fahrzeug vereinfacht und um einen vierten Sitzplatz erweitert, so dass zwei Personenkraftwagen-Versionen existieren. Zudem gab es eine Version mit Ladefläche anstelle der hinteren Sitzreihe. |

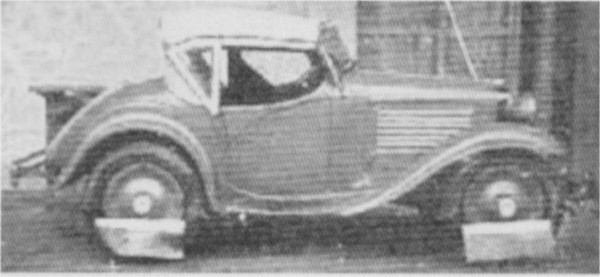
Datsun Typ 10 Roadster Prototyp für den Typ 95 kleinen Personenkraftwagen
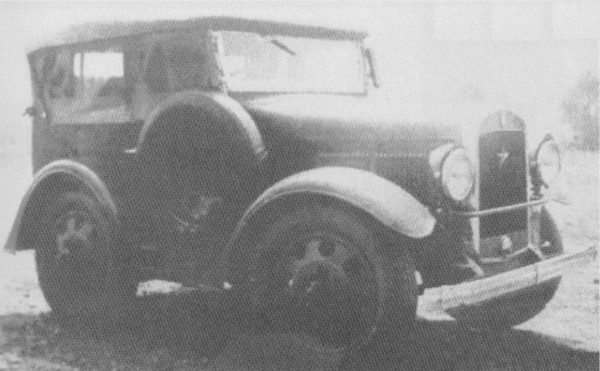
Datsun Typ 10 Phaeton Prototyp für den Typ 95 kleinen Personenkraftwagen

| Bezeichnung                                       | Bild                                              | Beschreibung |
| ------------------------------------------------- | ------------------------------------------------- | --- |
| experimenteller Schwimmwagen                      | experimenteller Schwimmwagen                      | Schwimmfähige Version des Typ 93 Sechsrad-Personenkraftwagen, Modell Sumida. |
| Kawasaki Rokko Modell KP 52                       | Rokko Modell KP 52 Personenkraftwagen             | Ziviler Zweiachser für bis zu fünf Personen von der PKW-Sparte von Kawasaki Jūkōgyō. |
| Toyota AA/AB/ABR                                  | Toyota AA Personenkraftwagen                      | Ziviler Zweiachser für bis zu fünf Personen. Die Version ABR war speziell für militärische Zwecke verändert worden. |
| Nissan 70                                         | Nissan 70 Personenkraftwagen                      | Ziviler Zweiachser für bis zu sieben Personen. Die militärische Version wird auch als „Typ 97 Personenkraftwagen“ bezeichnet. |
| Typ 98 Allrad-Personenkraftwagen                  | Typ 98 Allrad-Personenkraftwagen                  | Zweiachser mit Allradantrieb für bis zu sieben Personen. Weiterentwicklung des Mitsubishi PX33 durch Jidōsha Kōgyō. |
| experimenteller Typ 98 kleiner Personenkraftwagen | experimenteller Typ 98 kleiner Personenkraftwagen | Versuch, einen leichteren, billigeren Nachfolger des Typ 95 Kleinen Personenkraftwagens zu entwickeln. Die Fahrzeugbaufirmen Hatsudōki Seizō, Okamoto Fahrrad- und Fahrzeugbau und Rikuo Nainenki beteiligten sich an der Ausschreibung. Das Rikuo-Modell wurde ausgewählt. Eine Serienproduktion kam aufgrund der ansteigenden internationalen Spannungen wegen des Zweiten Chinesisch-Japanischen Krieges nicht zustande. |

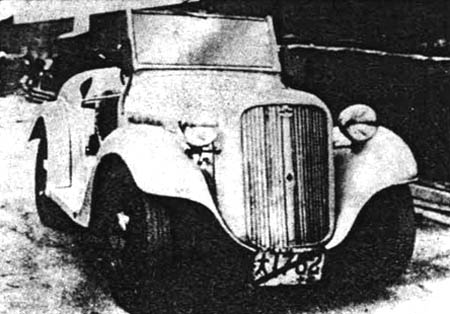
Hatsudōki Seizō Prototyp des experimentellen Typ 98 kleinen Personenkraftwagens
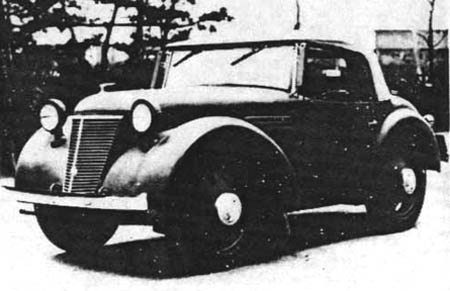
Okamoto Prototyp des experimentellen Typ 98 kleinen Personenkraftwagens

### Ausländische Modelle
Die folgende Liste zeigt eine Auswahl von Fahrzeugen, die nachweislich von den Kaiserlich-Japanischen Streitkräften offiziell erworben oder von diesen zumindest getestet wurden.
| Bezeichnung                                    | Bild                                           | Beschreibung |
| ---------------------------------------------- | ---------------------------------------------- | --- |
| Hudson Great Eight Sechsrad-Personenkraftwagen | Hudson Great Eight Sechsrad-Personenkraftwagen | Schwerer Personenkraftwagen mit drei Achsen, davon zwei angetriebenen. Bis zu sieben Personen konnten transportiert werden. |
| 1932 Buick Serie 90                            | 1932 Buick Serie 90 Personenkraftwagen         | Von General Motors Japan aus importierten Teilen gefertigte Convertible-Version. Daher war die Fahrerposition rechts statt wie in Japan üblich links. |
| Wolesley Nine                                  | Wolesley Modell 9 Personenkraftwagen           | Während der Gefechte um Shanghai 1936 hat die Marine Fahrzeuge dieses Typs als Verbindungsfahrzeuge genutzt. Diese wurden teilweise mit schweren Maschinengewehren Typ 3 bewaffnet, um bei Bedarf gegen Luft- und Bodenziele eingesetzt zu werden. Es dürfte sich um requirierte Personenkraftwagen handeln, da keine offiziellen Angaben über einen entsprechenden Kauf bekannt sind. |
| Dodge D5                                       | Dodge D5                                       | Ziviler Zweiachser für bis zu fünf Personen. |
| 1936 Nash LaFayette                            | 1936 Nash LaFayette                            | Ziviler Zweiachser für bis zu fünf Personen. |
| Tempo G 1200                                   | Tempo G 1200                                   | Ziviler Zweiachser mit Allradantrieb, Allradlenkung und einem Motor je Achse für bis zu fünf Personen. Es sind nur Prototyptests erfolgt. |

## Lastkraftwagen
Die Kaiserlich Japanische Armee hat verschiedene Fahrzeugmodellen eingeführt und eingesetzt. Zudem wurden oft Standard-Fahrzeuge mit Spezialaufbauten eigenständig benannt. Während des Pazifikkriegs wurden 1941/42 erste Modelle des US-amerikanischen American Bantam Jeeps erbeutet und zu Testzwecken nach Japan überführt. Daraus entstand bis 1944 ein eigenes Modell, der als leichter Lastkraftwagen eingestuft wurde. Im Folgenden werden der Übersicht halber nur die Basismodelle behandelt. Produktionszahlen sind nur teilweise bekannt. So wurden ab 1940 bis Kriegsende 1945 ca. 166000 Lastwagen militärischer Modelle gefertigt.
Die Marine hat auch hier bei Bedarf auf Armeemodelle zurückgegriffen.

### Japanische Modelle
| Bezeichnung                              | Bild                              | Beschreibung |
| ---------------------------------------- | --------------------------------- | --- |
| Tōkyō Gasu Denki Modell A                | TGE Modell A                      | Leichter Lastkraftwagen von 1923 mit zwei Achsen und 1,5 t maximaler Zuladung, basierend auf einem Modell des US-amerikanischen Herstellers Republic. Es wurden Holzräder mit Hartgummiauflage verwendet. Dies war das erste Fahrzeug, welches im Rahmen des Gesetzes zur Förderung von Entwicklung und Bau von Militärfahrzeugen 1919 akzeptiert wurde. |
| Kwaishinsha Jidōsha Kōjō Datto Modell 41 | DAT Modell 41                     | Leichter Lastkraftwagen von 1923 mit zwei Achsen und 750 kg maximaler Zuladung. Auch hier kamen Holzräder mit Hartgummiauflage zum Einsatz. Der Fahrerraum war nun nach hinten und oben durch Stahlplatten kabinenartig abgeschlossen. Nach vorn hin war eine große Windschutzscheibe eingesetzt. Ab 1917 fertigte Die Firma Kwaishinsha ihr erstes Lastkraftwagen-Modell. Dieses war noch in der zu der Zeit im Zivilsektor nicht unüblichen, britischen Längensystem mit Zoll und Fuß angelegt. Im Rahmen des geplanten Förderungsgesetzes wurde das Fahrzeug 1923 modifiziert und auf das geforderte, metrische System umgestellt. Die Prüfungen im Rahmen des Gesetzes wurden durch das Kanto-Erdbeben gestört. Dadurch konnte das Modell erst 1925 in die stattliche Förderung mit einbezogen werden. |
| Tōkyō Ishikawajima Zōsenjo Wolesley CP   | Wolesley CP                       | Leichter Lastkraftwagen von 1924 mit zwei Achsen und 1 t maximaler Zuladung, basierend auf einem britischen Modell. Wiederum ausgestattet mit Holzrädern mit Hartgummiauflage und einem durch ein Stoffverdeck gegen Niederschlag geschützten Fahrerraum mit Windschutzscheibe |
| Datto Jidōsha Seizō Modell 51            | DAT Modell 51                     | Leichter Lastkraftwagen von 1926 mit zwei Achsen und 1,5 t maximaler Zuladung. Verwendet wurden erstmalig Holzräder mit Luftbereifung. Der Fahrerraum war als Kabine ausgelegt |
| Tōkyō Gasu Denki Modell K                | TGE Modell K                      | Leichter Lastkraftwagen von 1930 mit zwei Achsen und 1,5 t maximaler Zuladung. Verwendete Stahlfelgen mit Luftbereifung. Der Fahrerraum war als Kabine ausgelegt. |
| Tōkyō Gasu Denki Modell L                | TGE Modell L                      | Leichter Lastkraftwagen von 1931 mit zwei Achsen und 1,5 t maximaler Zuladung. Verwendete Stahlfelgen mit Luftbereifung. Der Fahrerraum war als Kabine ausgelegt. Einige Fahrzeuge wurde mit speziellen Startvorrichtungen für Flugzeugmotoren versehen, die als Starter-Fahrzeuge bekannt sind. |
| Tōkyō Gasu Denki Modell N                | TGE Modell N                      | Lastkraftwagen von 1929 mit drei Achsen und 1,5 t maximaler Zuladung auf Basis britischer zeitgenössischer Entwicklungen im Militärfahrzeugbau. Der Fahrerraum war nach hinten durch eine Stahlplatte und nach vorn durch eine Windschutzscheibe geschützt. Als Dach diente ein Stoffverdeck. Wieder kamen luftgefüllte Gummireifen mit Stahlfelgen zum Einsatz, um den höheren Belastungen im Gelände standhalten zu können. 1928 wurde die Automobilsparte von TGE unter dem Namen Chiyoda Automobile abgespalten und das Fahrzeug in Chiyoda Modell N umbenannt. |
| Chiyoda Modell Q                         | Chiyoda Modell Q Krankenwagen     | Lastkraftwagen von 1930 mit zwei Achsen. Verwendete Stahlfelgen mit Luftbereifung. Der Fahrerraum war als Kabine ausgelegt. Einige Fahrzeuge wurde mit Sonderaufbauten z. B. als Krankenwagen versehen. |
| Typ 90 Lastkraftwagen                    | Typ 90 Lastkraftwagen             | Lastkraftwagen von 1930 mit drei Achsen und 1,5 t maximaler Zuladung. Verwendete Stahlfelgen mit Luftbereifung. |
| Datto Jidōsha Seizō Modell 61            | DAT Modell 61                     | Leichter Lastkraftwagen von 1931 mit zwei Achsen und 1,5 t maximaler Zuladung. Verwendete Stahlfelgen mit Luftbereifung. Der Fahrerraum war nur vorn und hinten geschützt, als Dach diente ein Stoffverdeck |
| Sumida Typ PB                            | Sumida Typ PB                     | Lastkraftwagen von 1931 mit drei Achsen und 2,5 t maximaler Zuladung. Verwendete Stahlfelgen mit Luftbereifung. Der Fahrerraum war als Kabine ausgelegt. 1931 wurde die Automobilsparte von Ishikawajima unter dem Markennamen Sumida zu einer eigenen Unterabteilung im Mutterkonzern. Entsprechend wurden die Fahrzeuge nun auch unter dem Markennamen Sumida gefertigt. Das Modell P war ursprünglich als schwerer Zugkraftwagen (siehe dort) geplant und gebaut worden. Als Typ PB wurde eine Lastkraftwagenversion mit Seilwinde gefertigt. Weitere Versionen waren der Typ Q als Basis für Radpanzerwagen und der Typ S als leichtere Version des Lastkraftwagens mit besserem Laufwerk und gesteigerter Geländegängigkeit.                                                                          |
| Datto Jidōsha Seizō Modell 71            | DAT Modell 71                     | Lastkraftwagen von 1933 mit drei Achsen. Verwendete Stahlfelgen mit Luftbereifung. Der Fahrerraum war nur vorn und hinten geschützt, als Dach diente ein Stoffverdeck. Kurz nach Produktionsbeginn wurde die Herstellerfirma von Sumida gekauft und beide firmierten danach für Lastkraftwagen unter dem Markennamen Isuzu. |
| Typ 94 Vierrad-Lastkraftwagen            | Typ 94 Vierrad-Lastkraftwagen     | Lastkraftwagen von 1933 mit zwei Achsen und 1,5 t maximaler Zuladung. Verwendete Stahlfelgen mit Luftbereifung. Der Fahrerraum war als Kabine ausgelegt. Gemeinschaftsentwicklung von Isuzu und Chiyoda, die auch unter dem Markennamen Isuzu TX35 auf dem zivilen Markt verkauft wurde. 1934 erfolgte die offizielle Einführung bei der Armee. Einige Fahrzeuge wurde mit speziellen Startvorrichtungen für Flugzeugmotoren versehen, die als Starter-Fahrzeuge bekannt sind. |
| Typ 94 Sechsrad-Lastkraftwagen           | Typ 94 Sechsrad-Lastkraftwagen    | Lastkraftwagen von 1933 mit drei Achsen und 1,5 t maximaler Zuladung. Verwendete Stahlfelgen mit Luftbereifung. Der Fahrerraum war als Kabine ausgelegt. Weiterentwicklung des Typ 94 Vierrad-Lastkraftwagens mit weitestmöglich identischen Bauteilen bei besserer Geländegängigkeit. Dieses Fahrzeug wurde der meistgebaute Militär-Lastkraftwagen der Kaiserlich Japanischen Streitkräfte und kam auf allen Kriegsschauplätzen zum Einsatz. Im Laufe der Zeit wurden zusätzlich Spezialaufbauten für verschiedene Zwecke entwickelt. |
| Typ 95 0,75 t Lastkraftwagen             | Typ 95 0,75t Lastkraftwagen       | Aus dem Typ 95 Aufklärungswagen entwickelte Version mit kleiner Ladefläche hinter der zweisitzigen Fahrerkabine. |
| Nissan 80 Lastkraftwagen                 | Nissan 80 Lastkraftwagen          | Lastkraftwagen von 1938 mit zwei Achsen und 1,5 t maximaler Zuladung. Verwendete Stahlfelgen mit Luftbereifung. Der Fahrerraum war als Kabine ausgelegt. Anfang 1938 erwarb die Firma Nissan Herstellungsmaschinen des US-amerikanischen Herstellers Graham-Paige und fertigte auf diesen Maschinen einen eigenen Lastkraftwagen. Dieser wurde Ende 1938 serienreif. Die Armee übernahm aufgrund der Kriegslage in China einen Teil der Produktion, ohne das Fahrzeug offiziell einzuführen. Charakteristisch war der halbrunde Kühlergrill und der kurze Motorraum vorn am Fahrzeug. |
| Typ 97 Lastkraftwagen                    | Typ 97 Lastkraftwagen             | Lastkraftwagen von 1938 mit zwei Achsen und 2 t maximaler Zuladung. Verwendete Stahlfelgen mit Luftbereifung. Der Fahrerraum war als Kabine ausgelegt. 1937 veröffentlichte die Armee Spezifikationen für ein Nachfolgemodell des Typ 94 Vierrad-Lastkraftwagens mit gesteigerter Ladekapazität. Sumida und Chiyoda wurden aufgefordert, gemeinsam auf Basis des Isuzu TX40 ein solches Fahrzeug zu entwickeln. Anfang 1938 war ein Prototyp für die Tests vorbereitet. Zu diesem Zeitpunkt beschloss die armeenahe Regierung, beide beteiligten Firmen unter dem Markennamen Isuzu zusammenzulegen. |
| Toyota GB Lastkraftwagen                 | Toyota GB Lastkraftwagen          | Lastkraftwagen von 1938 mit zwei Achsen und 2 t maximaler Zuladung. Der Fahrerraum war als Kabine ausgelegt. 1938 entwickelte Toyota aus dem hauseigenen Modell GA eine vereinfachte Version mit stärkerem Motor für kommerzielle Zwecke. Die Armee übernahm auch hier einige Fahrzeuge aus der Produktion. Erneut wurden einige Fahrzeuge mit speziellen Startvorrichtungen für Flugzeugmotoren versehen, die als Starter-Fahrzeuge bekannt sind. |
| Typ 1 Vierrad-Lastkraftwagen             | Typ 1 Vierrad-Lastkraftwagen      | Lastkraftwagen von 1941 mit zwei Achsen und 2 t maximaler Zuladung. Der Fahrerraum war als Kabine ausgelegt. 1941 wurden die Dieselmotoren- und Fahrzeugabteilungen der Firmen Mitsubishi, Ikegai, Hino und Kawasaki zur Diesel Jidosha Kōgyō (Diesel-Fahrzeug Gesellschaft) zusammengelegt. Der erste Auftrag war die Entwicklung von Nachfolgemodellen für die inzwischen veralteten Typ 94 Lastkraftwagen-Modelle. Ergebnis war unter anderem ein Zweiachser mit stärkerem Motor und vereinfachter Fertigung. |
| Typ 1 Sechsrad-Lastkraftwagen            | Typ 1 Sechsrad-Lastkraftwagen     | Lastkraftwagen von 1941 mit drei Achsen und 3 t maximaler Zuladung. Der Fahrerraum war als Kabine ausgelegt. Zweites Fahrzeug aus dem Auftrag an die Firma Diesel Jidosha Kōgyō. Dreiachser mit stärkerem Motor und vereinfachter Fertigung. 1942 wurde der Hersteller schließlich mit Isuzu verschmolzen. |
| Nissan 180 Lastkraftwagen                | Nissan 180 Lastkraftwagen         | Lastkraftwagen von 1941 mit zwei Achsen und 1,5 t maximaler Zuladung. Der Fahrerraum war als Kabine ausgelegt. Nachfolgemodell des Nissan 80 mit stärkerem Motor und besserem Fahrwerk. Die Motorhaube ist deutlich länger als beim Vorgänger. Im Laufe des Krieges wurde eine weiter vereinfachte Version mit hölzerner Fahrerkabine eingeführt. Zudem gab es Fahrzeuge mit Holzgasgenerator und -motor. |
| Typ 2 Schwerer Lastkraftwagen            | Typ 2 Schwerer Lastkraftwagen     | Lastkraftwagen von 1941 mit zwei Achsen und 7 t maximaler Zuladung. Der Fahrerraum war als Kabine ausgelegt. Letztes Fahrzeug aus der Entwicklungsreihe von Diesel Jidosha Kōgyō. Schwerster, offiziell eingeführter Lastkraftwagen der japanischen Streitkräfte |
| Toyota KB Lastkraftwagen                 | Toyota KB Lastkraftwagen          | Lastkraftwagen von 1942 mit zwei Achsen und 4 t maximaler Zuladung. Der Fahrerraum war als Kabine ausgelegt. Weiterentwicklung des zivilen Modells Toyota HB mit stärkerem Motor, größerem Radstand und stabilerem Fahrwerk für die gewünschte, höhere Zuladung. Der Bau erfolgte von März 1942 bis Dezember 1943. Danach wurde nur noch das vereinfachte Nachfolgemodell gefertigt. |
| Toyota KC Lastkraftwagen                 | Toyota KC Lastkraftwagen          | Lastkraftwagen von 1943 mit zwei Achsen und 4 t maximaler Zuladung. Der Fahrerraum war als Kabine ausgelegt. Weiterentwicklung des Toyota KB mit geändertem und materialsparenderem Kraftübertragungssystem, Holzkabine und weniger Anbauteilen. Der Bau erfolgte von November 1943 bis März 1947. Aufgrund der Kriegslage wurden bis August 1945 noch kleinere Änderungen zur weiteren Materialersparnis vorgenommen. Späte Modelle haben daher zum Teil nur noch einen Frontscheinwerfer. |
| Toyota KCY Lastkraftwagen                | Toyota KCY Lastkraftwagen         | Lastkraftwagen von 1943 mit zwei Achsen, 4 t maximaler Zuladung und Allrad-Antrieb. Der Fahrerraum war als Kabine ausgelegt. Weiterentwicklung des Toyota KB mit besserer Geländegängigkeit. Nur vier Prototypen wurden 1944 gefertigt |
| Toyota Amphibischer Lastkraftwagen Su-Ki | Amphibischer Lastkraftwagen Su-Ki | Schwimmfähiger Lastkraftwagen von 1943 mit zwei Achsen und 2 t maximaler Zuladung. Basierend auf der Allrad-Weiterentwicklung Toyota KCY. Auf das Fahrgestell wurde ein bootsförmiger Rumpf aus Stahl mit Fahrerkabine gesetzt. Der Antrieb erfolgte im Wasser über zwei Propeller am Heck. |
| Typ 4 0,5 t Kleiner Lastkraftwagen       | Typ 4 Kleiner Lastkraftwagen      | Kleines Allradfahrzeug mit zwei Achsen und 0,5 t Ladekapazität. Entwickelt aus American Bantam Jeeps, die 1942 auf den Philippinen erbeutet worden waren. Bis Kriegsende konnte aufgrund der Rohstofflage keine Serienfertigung mehr aufgebaut werden. |

### Ausländische Modelle
Im Folgenden werden einige der bekannten ausländischen Lastkraftwagenmodelle der japanischen Streitkräfte aufgeführt.
| Bezeichnung                                | Bild                                       | Beschreibung |
| ------------------------------------------ | ------------------------------------------ | --- |
| Thornycroft Modell 1911 Lastkraftwagen     | 1911 Thornycroft Lastkraftwagen            | Britischer Lastkraftwagen von 1911 mit zwei Achsen für 1 t maximaler Zuladung. Der Fahrerraum war offen und konnte gegebenenfalls mit einem Stoffverdeck gegen Niederschläge geschützt werden. Einige Fahrzeuge wurden 1911 von der Armee zu Testzwecken importiert. |
| Chevrolet Modell O Vierrad-Lastkraftwagen  | Chevrolet Modell O Vierrad-Lastkraftwagen  | US-amerikanischer Lastkraftwagen von 1933 mit zwei Achsen für 1,5 t maximaler Zuladung. Der Fahrerraum war als Kabine ausgelegt. Zusammengebaut im japanischen General Motors Werk aus importierten Einzelteilen.                                                    |
| Chevrolet Modell O Sechsrad-Lastkraftwagen | Chevrolet Modell O Sechsrad-Lastkraftwagen | US-amerikanischer Lastkraftwagen von 1933 mit zwei Achsen für 2 t maximaler Zuladung. Der Fahrerraum war als Kabine ausgelegt. Zusammengebaut im japanischen General Motors Werk aus importierten Einzelteilen.                                                      |

## Busse
Die japanischen Streitkräfte haben in geringem Umfang auch Omnibusse zum Transport von Mannschaften genutzt. Dafür wurden Busaufbauten auf modifizierte Lastkraftwagen-Fahrgestelle gesetzt. Im Wesentlichen erfolgte der Truppentransport aber per Bahn, Schiff oder zu Fuß.
Zivile Modelle wurde nur selten in Dienst genommen, da deren Fahrgestelle oft den technischen Anforderungen der Truppe nicht entsprachen.
| Bezeichnung             | Bild                               | Beschreibung                                                       |
| ----------------------- | ---------------------------------- | ------------------------------------------------------------------ |
| Typ 94 Sechsrad-Bus     | Typ 94 Sechsrad-Bus                | Bus auf Fahrgestell des Typ 94 Lastkraftwagens                     |
| Nissan Modell 91/98 Bus | Nissan Modell 91/98 Bus der Marine | Bus auf modifiziertem Fahrgestell des Nissan 80/81 Lastkraftwagens |

## Zugmaschinen
Alle Fahrzeuge, die speziell zum motorisierten Transport von Geschützen im Schleppzug verwendet wurden, wurden als Zugmaschinen bezeichnet, unabhängig vom zugrunde liegenden Basisfahrzeug.
Im Folgenden werden einige Rad-Zugmaschinen aufgeführt:
| Bezeichnung                   | Bild                          | Beschreibung |
| ----------------------------- | ----------------------------- | --- |
| 4-t-Zugmaschine               | 4-t-Zugmaschine               | Zugmaschine von 1918 mit zwei Achsen und 1,5 t maximaler Zuladung bei bis zu 4 t Anhängelast. Die Reifen bestanden aus einem Holzspeichenrad mit Hartgummiauflage. Fahrer- und Beifahrersitz waren oben und zur Seite offen der Witterung ausgesetzt. Eine Windschutzscheibe war noch nicht vorhanden. Gegen Niederschläge konnte im Bedarfsfall ein Stoffverdeck aufgespannt werden. Nur 20 Fahrzeuge wurden von TGE gefertigt. |
| Typ 92 Flugabwehr-Zugmaschine | Typ 92 Flugabwehr-Zugmaschine | Zugmaschine von Ishikawajima Jidōsha Seisakusho mit drei Achsen basierend auf dem zivilen Modell Sumida Modell P. Standard-Zugfahrzeug für die Typ 11 7,5 cm Feld-Flugabwehrkanone, die Typ 14 10 cm Feld-Flugabwehrkanone und die Typ 88 7,5 cm Feld-Flugabwehrkanone. |
| Typ 96 Flugabwehr-Zugmaschine | Typ 96 Flugabwehr-Zugmaschine | Zugmaschine von Ishikawajima Jidōsha Seisakusho mit drei Achsen. Weiterentwicklung der Typ 92 Flugabwehr-Zugmaschine auf Basis des geländegängigeren Typ 94 Lastkraftwagens. Standard-Zugfahrzeug für die Typ 88 7,5 cm Feld-Flugabwehrkanone. |
| Typ 98 Eisenbahn-Zugmaschine  | Typ 98 Eisenbahn-Zugmaschine  | Breitspur-Eisenbahnzugmaschine von Isuzu mit drei Achsen auf Basis des Typ 91 Breitspur-Eisenbahnpanzerwagens für die Eisenbahnpioniereinheiten. Der Einsatz erfolgte ausschließlich in China und der Mandschurei, da nur dort die gegenüber dem japanischen Standard von 1435 mm breitere Eisenbahnspurweite von 1524 mm genutzt wurde. Es konnten mehrere Waggons angehängt werden.                                            |
| Typ 100 Eisenbahn-Zugmaschine | Typ 100 Eisenbahn-Zugmaschine | Eisenbahnzugmaschine von Isuzu mit drei Achsen auf Basis des Typ 94 Lastkraftwagens für die Eisenbahnpioniereinheiten. Die Spurweite der Fahrzeuge konnte zwischen den in Europa bzw. Japan und China üblichen, unterschiedlichen Spurweiten gewechselt werden. So war auch ein Einsatz in eroberten, alliierten Gebieten und in Japan möglich.                                                                                  |

## Panzerwagen (Rad)
Insgesamt sind Informationen zu den von den Streitkräften bis 1933 verwendeten, japanischen Panzerwagen rar. Verlässlichere Primärliteratur ist wenn dann nur auf Japanisch erhältlich. Die westliche Literatur basiert zumeist auf Vorkriegs- und Kriegs-Geheimdienstinformationen, welche zum Teil auf Vermutungen beruhen. Dies betrifft insbesondere die Namensgebung der Fahrzeuge. Daher wurde im Folgenden auf die in der japanischen Literatur etablierte Bezeichnungen zurückgegriffen und gegebenenfalls bekannte, anderslautende Benennungen in der Beschreibung mit angegeben.
Außer dem Typ 91 Breitspur-Eisenbahnpanzerwagen, der bis Kriegsende 1945 verwendet wurde, wurden die vorhandenen Fahrzeuge nach Einführung des Typ 92 Schweren Panzerwagens und der Typ 94 TK-Tankette aufgrund der vergleichsweise geringeren Geländegängigkeit nach und nach aus dem Einsatz bei Kampfverbänden herausgezogen.
| Bezeichnung                                  | Bild                                         | Beschreibung |
| -------------------------------------------- | -------------------------------------------- | --- |
| Typ Austin Panzerwagen                       | Typ Austin Panzerwagen                       | Im Rahmen der Vorbereitungen für die Teilnahme an der Sibirische Intervention zur Unterstützung und später Entwaffnung der weißrussischen Verbände im russischen Bürgerkrieg erwarb die japanische Armee zwei britische Austin Panzerwagen. Im Rahmen der Entwaffnung kamen einige wenige weitere Fahrzeuge aus russischer Produktion (Austin-Putilov Panzerwagen) hinzu. |
| Experimenteller leichter Panzerwagen         | Experimenteller leichter Panzerwagen         | Leichter Panzerwagen von 1919 auf Basis des Fahrgestells des Mitsubishi Modell A Personenkraftwagens mit 4 mm maximaler Panzerungsstärke. Versuchsmodell für den Einsatz während der Sibirischen Intervention |
| Experimenteller mittlerer Panzerwagen        | Experimenteller mittlerer Panzerwagen        | Mittelschwerer Panzerwagen von 1919 auf Basis des Fahrgestells des 4-t-Lastkraftwagens mit 4 mm maximaler Panzerungsstärke. Versuchsmodell für den Einsatz während der Sibirischen Intervention |
| Experimenteller schwerer Panzerwagen         | Experimenteller schwerer Panzerwagen         | Schwerer Panzerwagen von 1919 auf Basis des Fahrgestells des 4-t-Lastkraftwagens mit 4 mm maximaler Panzerungsstärke. Größere Version des Experimentellen mittleren Panzerwagens. Versuchsmodell für den Einsatz während der Sibirischen Intervention |
| Typ Renault Panzerwagen                      | Typ Renault Panzerwagen                      | Mitte der zwanziger Jahre wurde zu Versuchszwecken ein Panzerwagen auf Basis des Renault MH-Lastkraftwagens aus Frankreich importiert. |
| Typ Vickers Crossley Panzerwagen             | Typ Vickers Crossley Panzerwagen             | 1927 erwarb die Marine mehrere Vickers Crossley Modell 1925 Panzerwagen sowie eine Fertigungslizenz für den Einsatz als Schutztruppe der japanischen Niederlassungen in Shanghai. Die Fahrzeuge wurden im Werk der Dōwa Jidōsha Kōgyō K.K in der Mandschurei gefertigt Nach dem Ersten Shanghai-Zwischenfall 1932 wurden die Fahrzeuge verschrottet. Das Fahrzeug wird in der Literatur auch „Typ 87“ und „Dowa“-Panzerwagen genannt.                                                     |
| Typ Wolesley Panzerwagen                     | Typ Wolesley Panzerwagen                     | 1927 fertigte die Firma Ishikawajima Jidōsha Seisakusho einige leichte Panzerwagen auf Basis eines dort in Lizenz gefertigten Wolesley Lastkraftwagens für die Armee. Das Fahrzeug wird in der Literatur auch „Sumida ARM“ genannt. |
| Typ Shanghai Arsenal Modell 1929 Panzerwagen | Typ Shanghai Arsenal Modell 1929 Panzerwagen | 1932 erbeuteten Landungstruppen der Marine während des Ersten Shanghai-Zwischenfalls mindestens einen chinesischen Panzerwagen des dort im chinesischen Armeearsenal gebauten Modells M1929. In der Literatur taucht dieses Fahrzeug auch irrtümlich als „Typ 92 Osaka Panzerwagen“ und „Hokoku-Go (eine Spendenaktion für die Marine) Panzerwagen“ auf. |
| Typ 90 Eisenbahn-Panzerwagen                 | Typ 90 Eisenbahn-Panzerwagen                 | Hybrid-Breitspur-Panzerwagen von Ishikawajima Jidōsha Seisakusho für den Einsatz auf Schienen und auf dem Boden basierend auf dem Fahrgestell des Sumida Typ Q Lastkraftwagens für Transport- und Schutzaufgaben. Nur wenige Fahrzeuge wurden zu Testzwecken gebaut. |
| Chiyoda Panzerwagen                          | Chiyoda Panzerwagen                          | Ab 1931 fertigte die Firma Chiyoda (vormals die Fahrzeugsparte von Tōkyō Gasu Denki, TGE) einen Panzerwagen auf Basis des Lastkraftwagens Modell Q unter der Firmenbezeichnung QSW für die Armee. Insgesamt wurden etwa 200 Einheiten gebaut. Dies war das letzte Radpanzerwagen-Modell der Armee, danach wurden nur noch Kettenfahrzeuge für die von diesen Fahrzeugen ausgefüllten Aufgaben verwendet. Dieser Panzerwagen wird in der Literatur auch als Typ 92 Panzerwagen bezeichnet. |
| Typ 91 Eisenbahn-Panzerwagen                 | Typ 91 Eisenbahn-Panzerwagen                 | Weiterentwicklung des Typ 90 Eisenbahn-Panzerwagens. Das Fahrzeug ist optisch sehr ähnlich zum Chiyoda Panzerwagen. Er unterscheidet sich jedoch dadurch, dass der jeweils ungenutzte Radsatz für Straßen- oder Schienenbetrieb am Fahrzeug befestigt werden konnte. Etwa 1000 Einheiten wurden bis Mitte der Dreißiger Jahre gefertigt. |
| Sumida Typ P Panzerwagen                     | Sumida Typ P Panzerwagen                     | Während des Ersten Shanghai-Zwischenfalls 1932 bestellte die Marine bei Ishikawajima Jidōsha Seisakusho einen Panzerwagen auf Basis des Lastkraftwagens Sumida Modell P. Das Fahrzeug wird in der Literatur oft mit dem nachfolgenden Typ 93 Panzerwagen verwechselt. Auch die Bezeichnung „Hokoku-Panzerwagen“ wurde verwendet. |
| Typ Austin Chiyoda Panzerwagen               | Typ Austin Chiyoda Panzerwagen               | Zur Verstärkung des Truppen in der Mandschurei wurden 1932 drei Panzeraufbauten von verschrotteten Typ Austin und Austin-Putilov Panzerwagen von der Firma Chiyoda auf Fahrgestelle Typ Wolesley ASW von Sumida montiert. |
| Typ 93 Panzerwagen                           | Typ 93 Panzerwagen                           | Während des Ersten Shanghai-Zwischenfalls 1932 bestellte die Marine bei Ishikawajima Jidōsha Seisakusho einen weiteren Panzerwagen auf Basis des Lastkraftwagens Sumida Modell Q. Das Fahrzeug wird in der Literatur auch als Typ 92 Panzerwagen bezeichnet. Zudem wird es oft mit dem Sumida Modell P Panzerwagen verwechselt, unterscheidet sich von diesem jedoch in der Turmform und durch das Stützrad unter der Fahrerkabine                                                        |